# Camilla de Rossi
Camilla de Rossi, née probablement à Rome vers 1670 et morte peut-être à Vienne après 1710, est une compositrice italienne, active en Autriche entre 1707 et 1710.

## Éléments biographiques
Plusieurs femmes sont connues pour avoir composé de la musique dans le Nord de l'Italie et en Autriche au cours de la période de 1670 à 1725. De ces femmes, bien qu'il y ait défaut de renseignements biographiques, Camilla de Rossi est de loin, celle dont survit le plus d'œuvres. Le seul détail biographique connu sur Camilla est sa citoyenneté romaine. Elle signe toujours les pages de titre de ses manuscrits comme Romana, ou femme de descendance Romaine. Rossi a composé quatre oratorio pour voix solistes et orchestre, tous commandés par l'Empereur Joseph Ier et exécutés à la Chapelle impériale de Vienne.
Toutes les œuvres survivantes de Rossi, conservée à la Bibliothèque nationale de Vienne, témoignent d'une compréhension profonde des instruments à cordes et, comme Barbara Garvey Jackson le décrit : « un vif intérêt pour la couleur du son ». Ses oratorio, proches d'Alessandro Scarlatti pour le style, sont tous pour voix solistes et aucune de ses œuvres n'utilisent les chœurs. En revanche, ils nécessitent divers instruments (chalumeaux, archiluth, trompettes, hautbois), un orchestre à cordes, ainsi qu'un continuo. Son oratorio, Il Sacrifizio di Abramo, révèle sa connaissance des instruments, les cordes en particulier, mais aussi les exigences de deux chalumeaux, un instrument entendu la première fois à Vienne en 1707, un an avant son oratorio, exécuté pour la première fois en 1708. Sa cantate Frá Dori e Fileno, est pour cordes et deux solistes. Les détails de son apprentissage en tant que musicienne et compositrice sont totalement inconnues aujourd'hui. Compte tenu qu'elle était une femme de Rome, elle n'aurait pas eu accès aux rassemblements musicaux encouragée par le pape et ses cardinaux.

## Œuvres

### Oratorios
Oratorios, pour voix solistes, orchestre (MSS incl. certaines libs et orch pts dans A-Wm ; arias édités par Barbara Garvey Jackson dans Arias from Oratorios by Women Composers of the Eighteenth Century, Fayetteville, 1987-1999) : 
- Santa Beatrice d’Este (livret du Cardinal Benedetto Pamphilj), 1707, éd. B. G. Jackson (Fayetteville, 1986) ;
- Il sacrifizio di Abramo (livret de F. Dario), 1708, éd. B. G. Jackson (Fayetteville, 1984) ;
- Il figliuol prodigo (livret de Camilla de Rossi), 1709 ;
- Sant'Alessio, 1710.

### Cantate
- Frà Dori, e Fileno (cantate), pour soprano, alto, orchestre à cordes, D-Dl, éd. B. G. Jackson (Fayetteville, 1983)

## Discographie
- Sinfonia [avec luth] extrait de « Il Sacrifizio di Abramo » - Terrie Baune, Judith Nelson et Bay Area Women's Philharmonic. Providence (1990, Newport Classic) (OCLC 22137955)
- « Il Sacrifizio di Abramo » - Susanna Rydén, soprano ; Rolf Popken, alto ; Jon Strömberg, ténor ; Weser-Renaissance, Manfred Cordes, chef d'orchestre (1996, CPO 999 3712) (OCLC 705241683)
- Oratorio « Sant'Alessio » - Graham Pushee, contre-ténor ; Rosa Dominguez, soprano ; Agnieszka Kowalezyk, soprano ; William Lombardi, ténor ; Ensemble Musica Fiorita, dir. Daniela Dolci (avril 2001, Pan Classics 510 136)[1] (OCLC 954257847)
- Santa Beatrice d'Este - Graciella Oddone (Santa Béatrice), soprano ; Denis Lakey, contre-ténor ; Musica Fiorita, dir. Daniela Dolci (mai 2007, ORF CD 3092) (OCLC 758658204)